# Amerikaanse militaire begraafplaats Henri-Chapelle

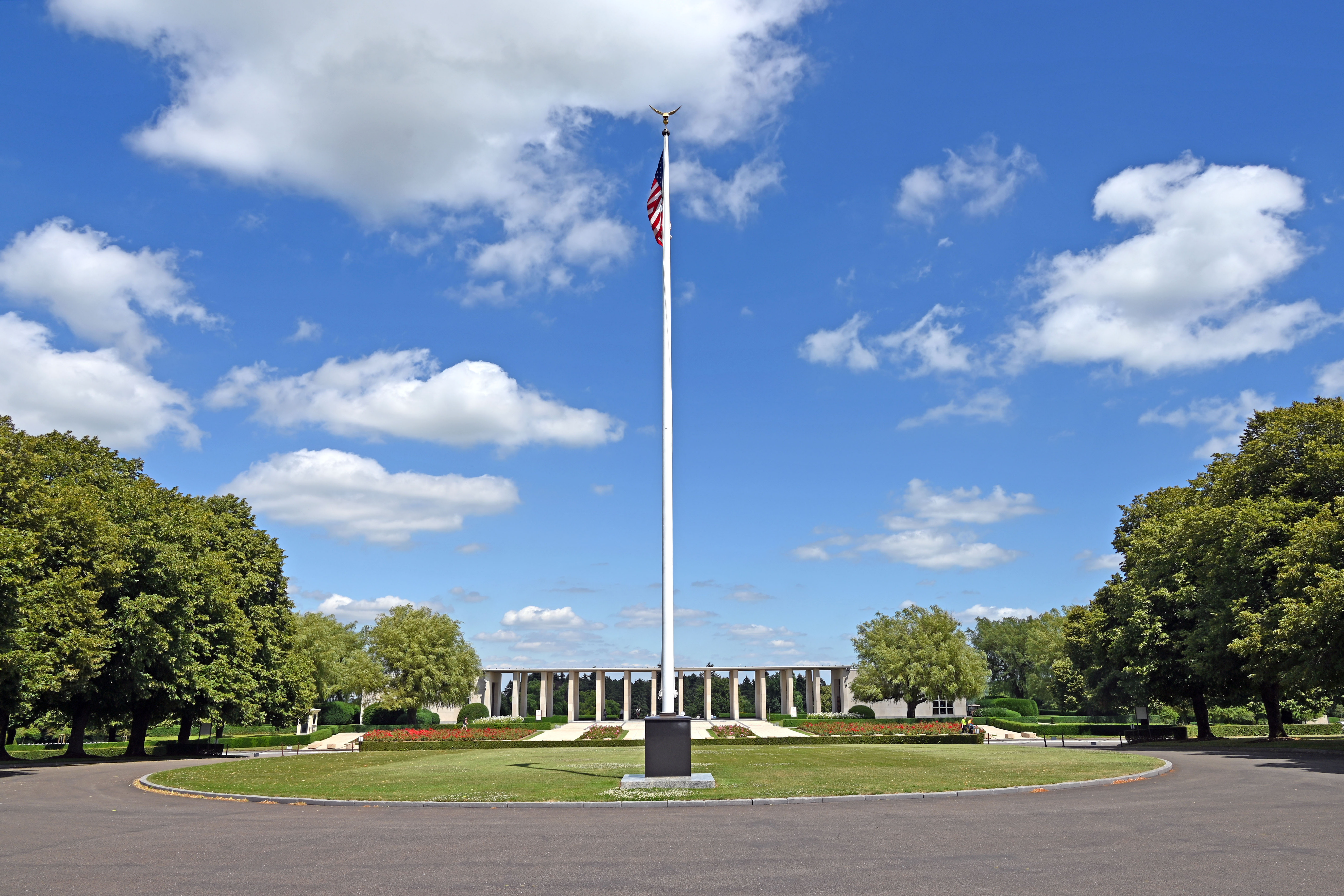
Amerikaanse vlag op het uitzichtpunt

De Amerikaanse militaire begraafplaats Henri-Chapelle is een militaire begraafplaats, aangelegd in 1944, tijdens de bevrijding van België aan het einde van de Tweede Wereldoorlog.
De begraafplaats is gelegen aan de N612 tussen Aubel en Hendrik-Kapelle (Henri-Chapelle), niet ver van de doorgaande weg van Luik naar Aken. De begraafplaats is circa 20 hectare groot en ligt grotendeels in Homburg, een deelgemeente van Blieberg (Plombières); alleen het uitzichtpunt met vlaggenmast aan de overkant van de weg ligt in de gemeente Aubel. Op de begraafplaats liggen 7989 Amerikaanse militairen en worden 450 vermiste soldaten herdacht, die gesneuveld zijn tijdens het Ardennenoffensief (december 1944-januari 1945) of tijdens de opmars vanuit Frankrijk door België naar Nederland, begin 1945.

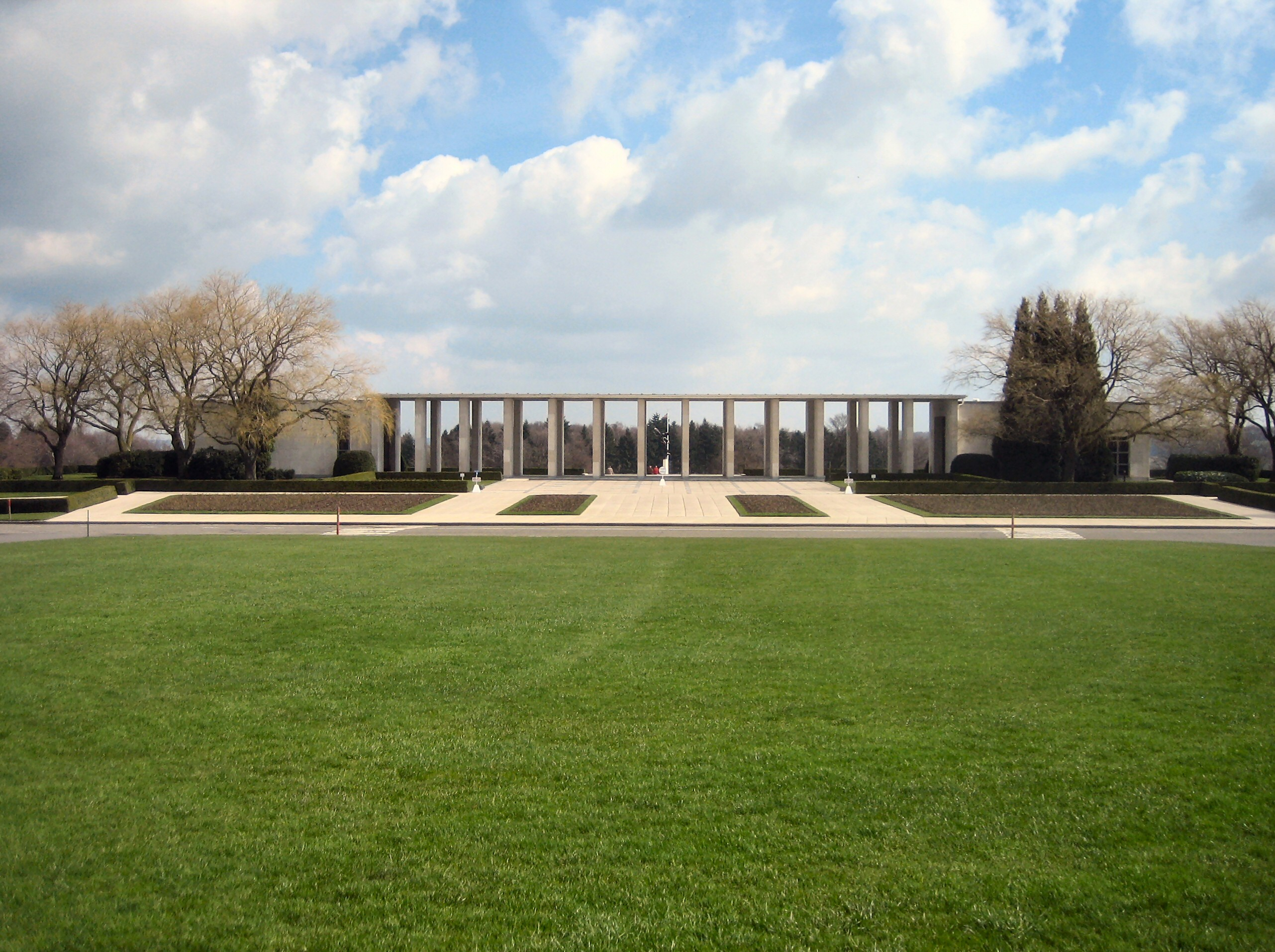
Entrée
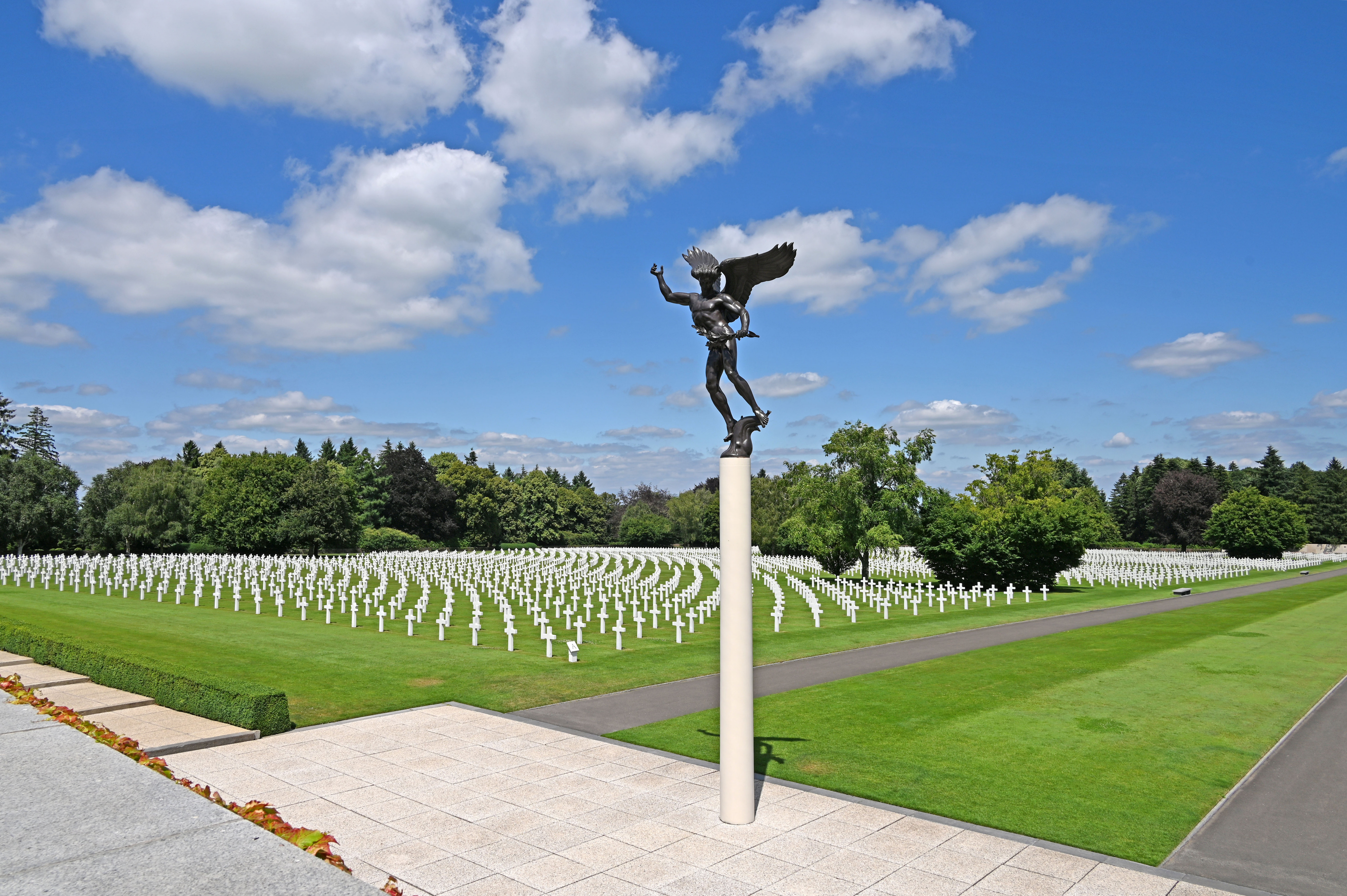
Overzicht
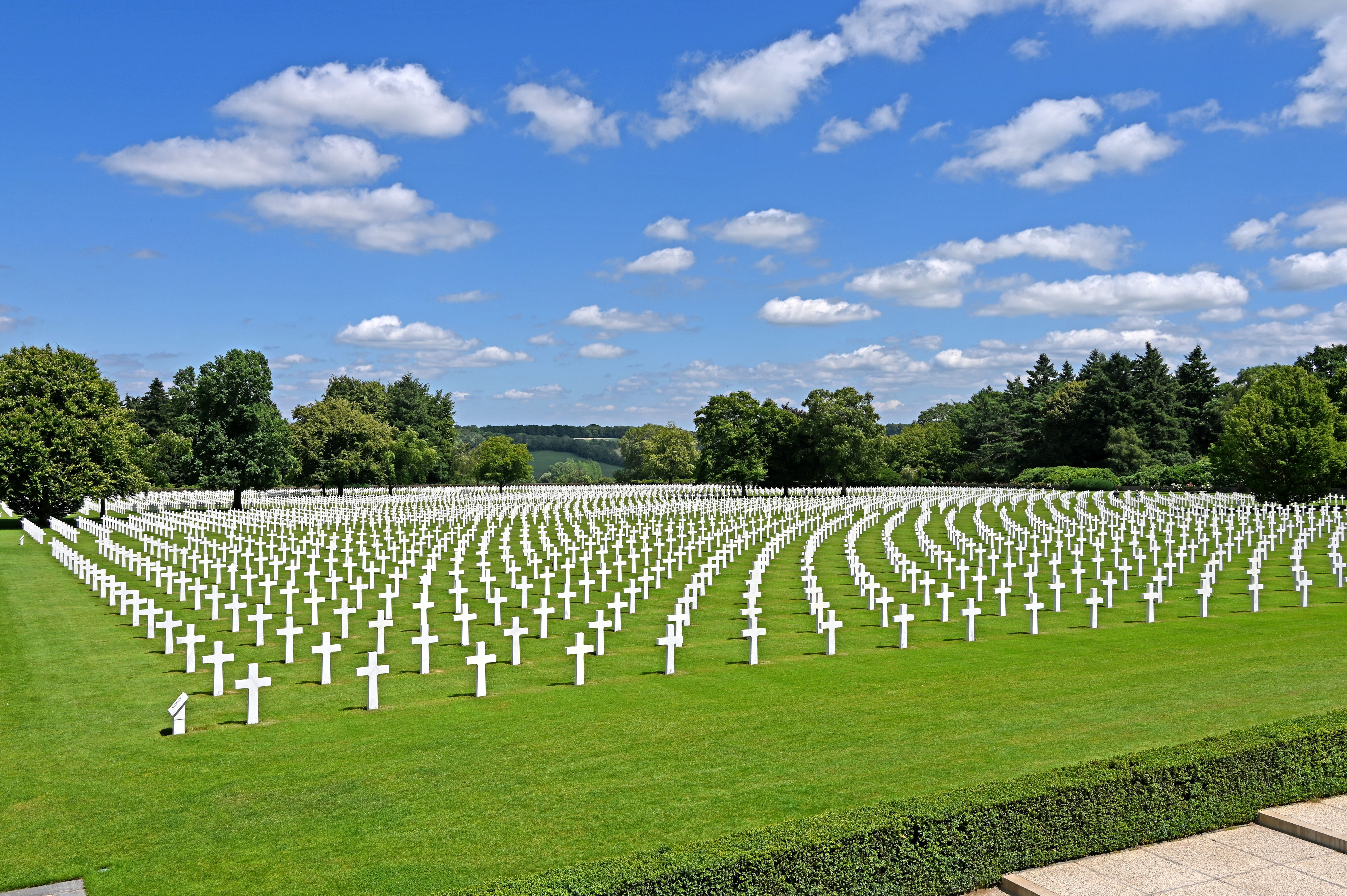
Zicht over de kruisen
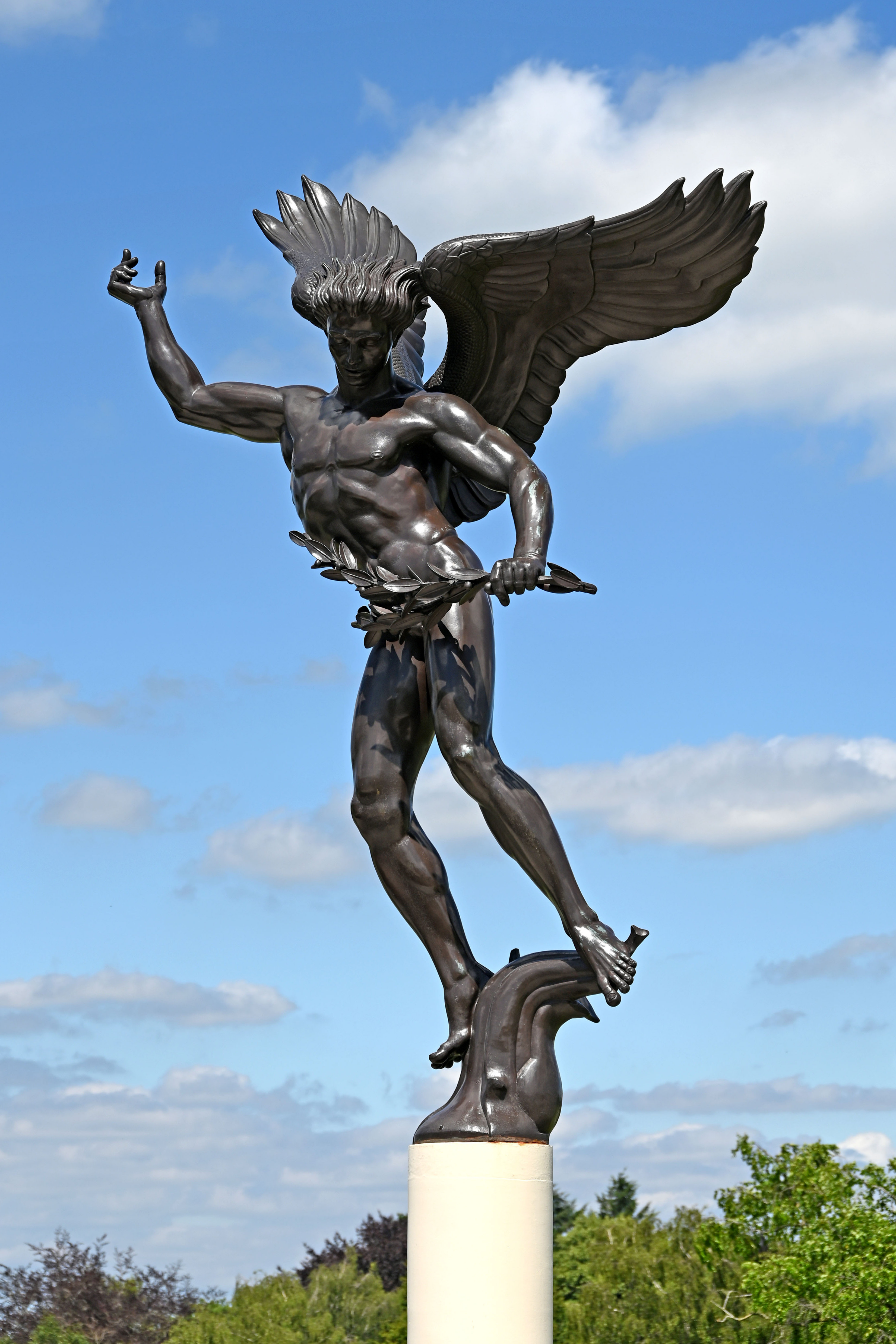
Bronzen engel met lauwertak
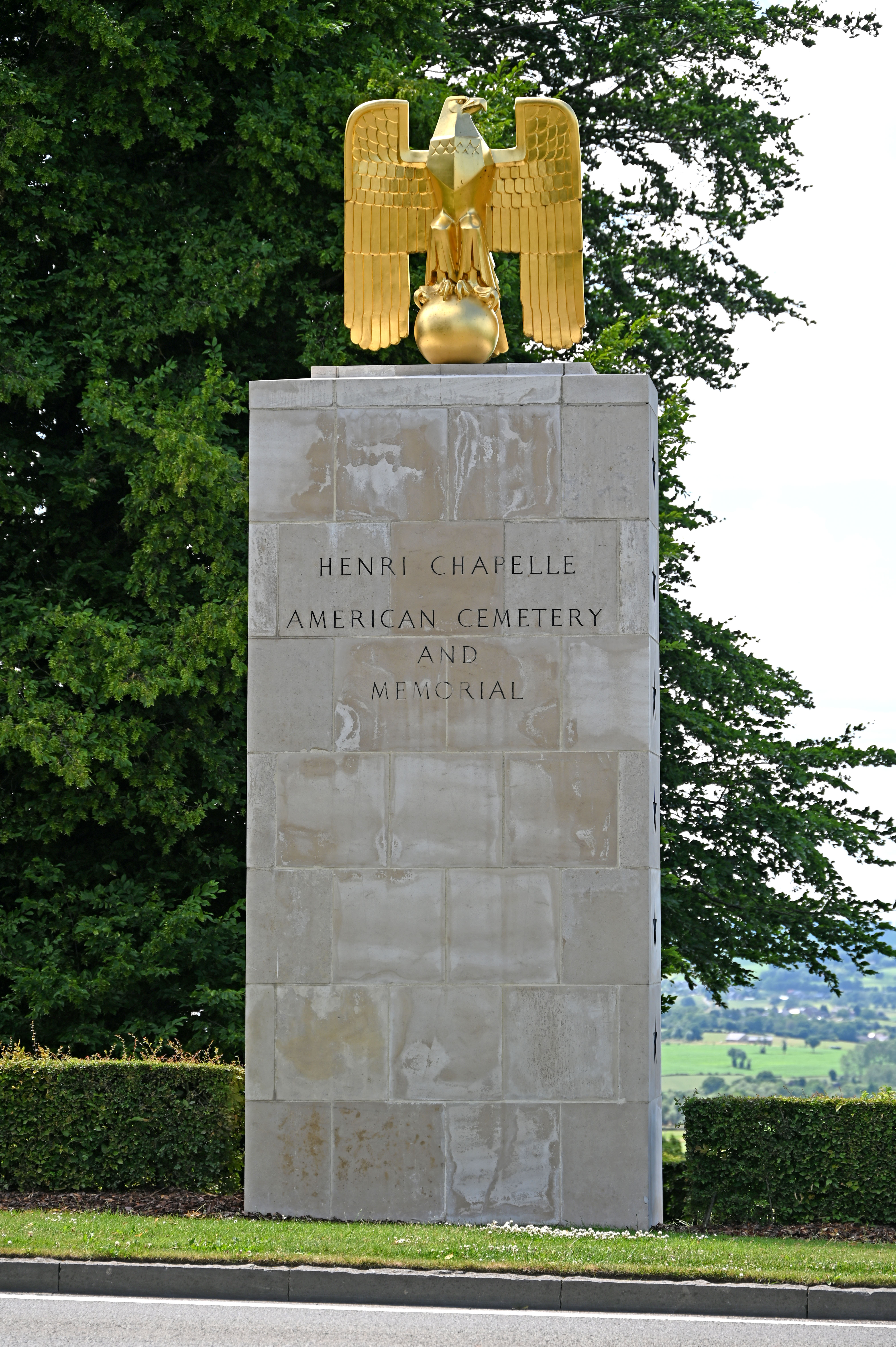
Gouden adelaars markeren de toegang aan de doorgaande weg
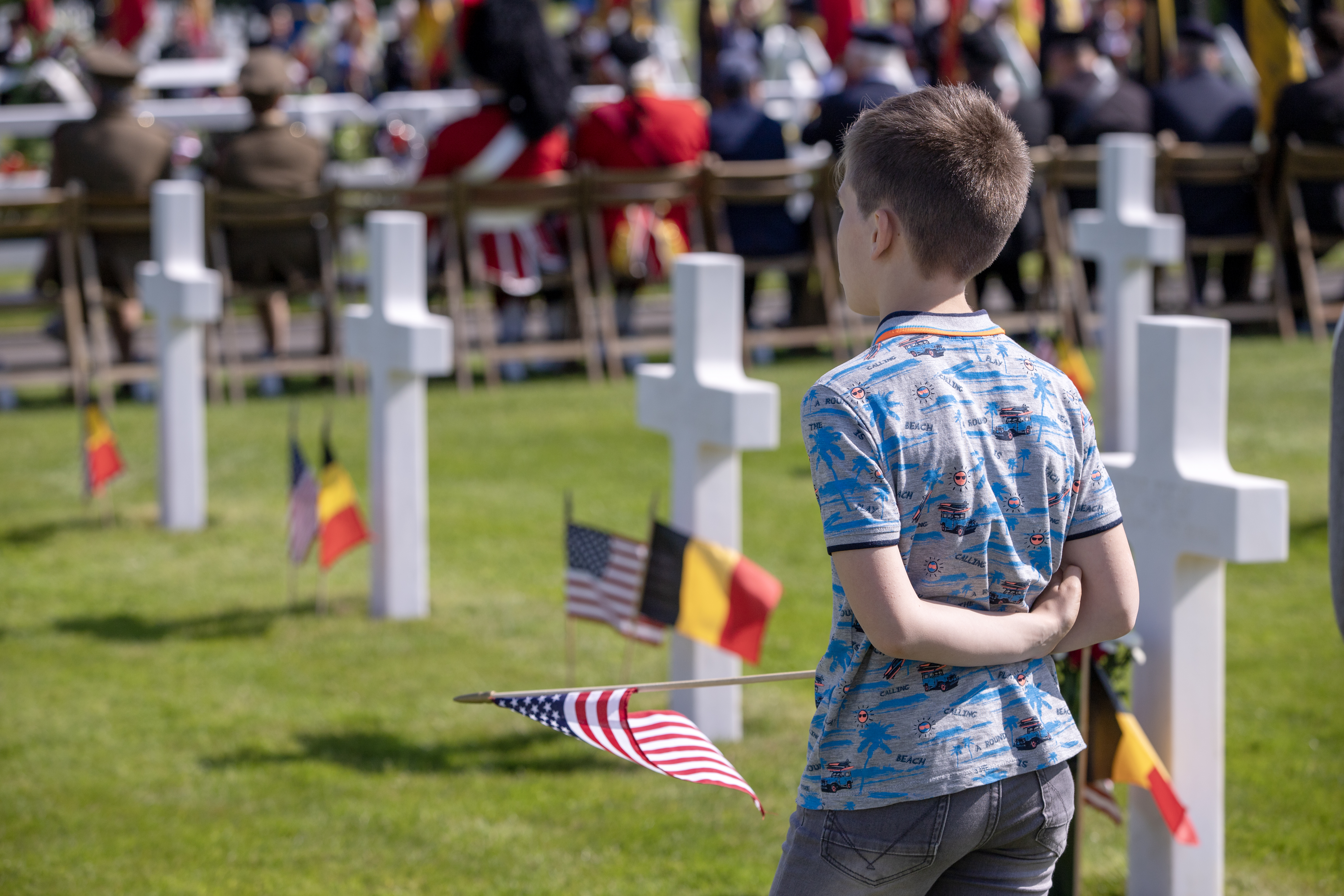
Herdenking tijdens Memorial Day in 2023
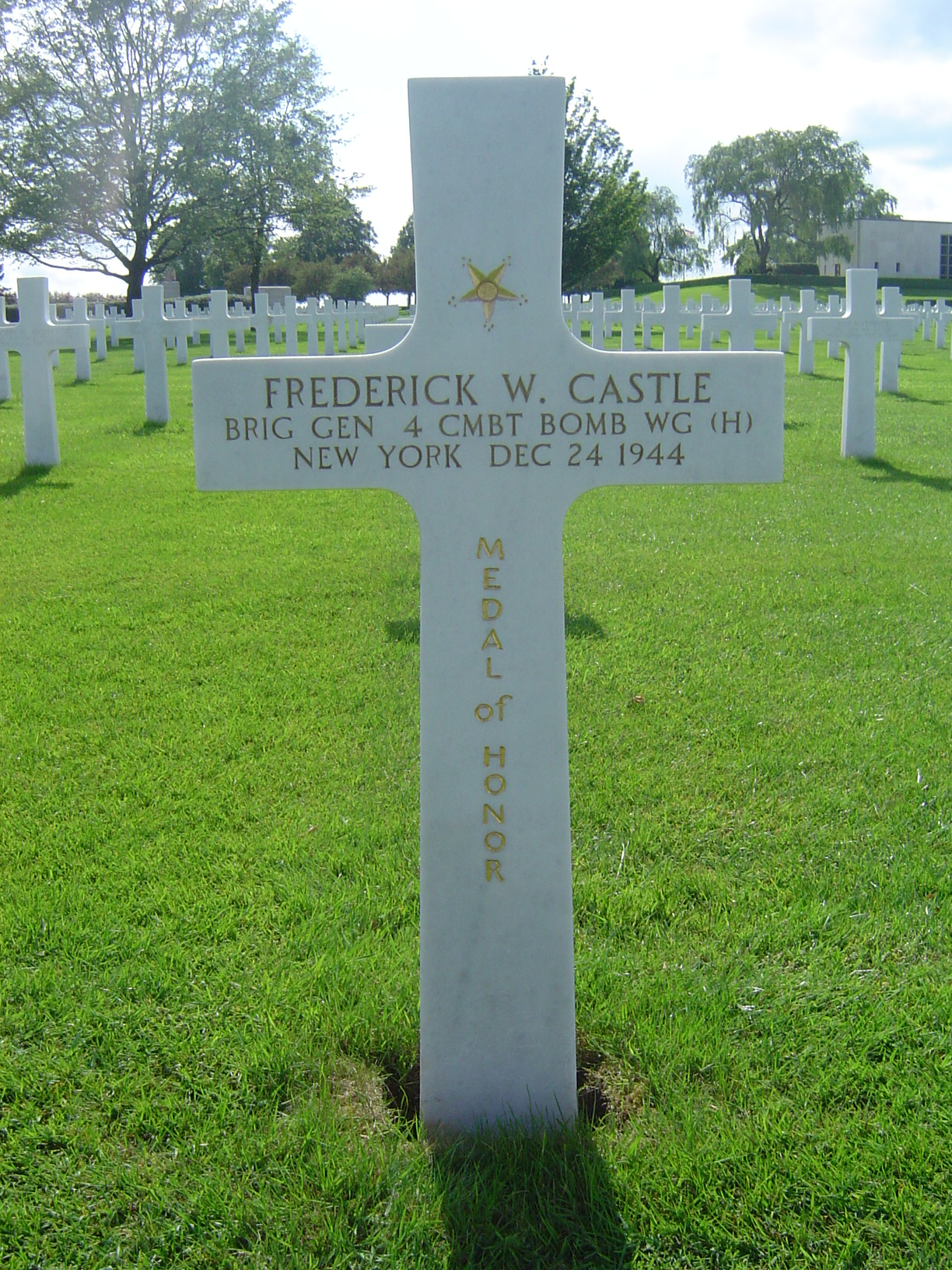
Graf van Brigadegeneraal Frederick Walker Castle graflocatie: D13/53.

Zo'n 17 kilometer ten noordwesten ligt de Amerikaanse Begraafplaats Margraten, de enige Amerikaanse begraafplaats in Nederland.